# Hogna balearica
Hogna balearica este o specie de păianjeni din genul Hogna, familia Lycosidae. A fost descrisă pentru prima dată de Thorell, 1873. Conform Catalogue of Life specia Hogna balearica nu are subspecii cunoscute.